# جلاهب العقرب
جُلاهِب العقرب واسمائه أشائعة، برج العقرب ومحارة العقرب ومحارة عقرب العنبكوت (الاسم العلمي Lambis scorpius)، نوع حيوانات بحرية من الرخويات بطنيات القدم وفصيلة الدلاعيات.

## الوصف
يبلغ حجم قشرة البالغات منها بين 95 ملم و220 ملم.

## التوزيع
ينتشر جلاهب العقرب في المحيط الهندي على طول أرخبيل تشاغوس، ومدغشقر وتنزانيا. وفي غرب المحيط الهادي على طول سواحل الفلبين.